# Base Aérea de Seosan

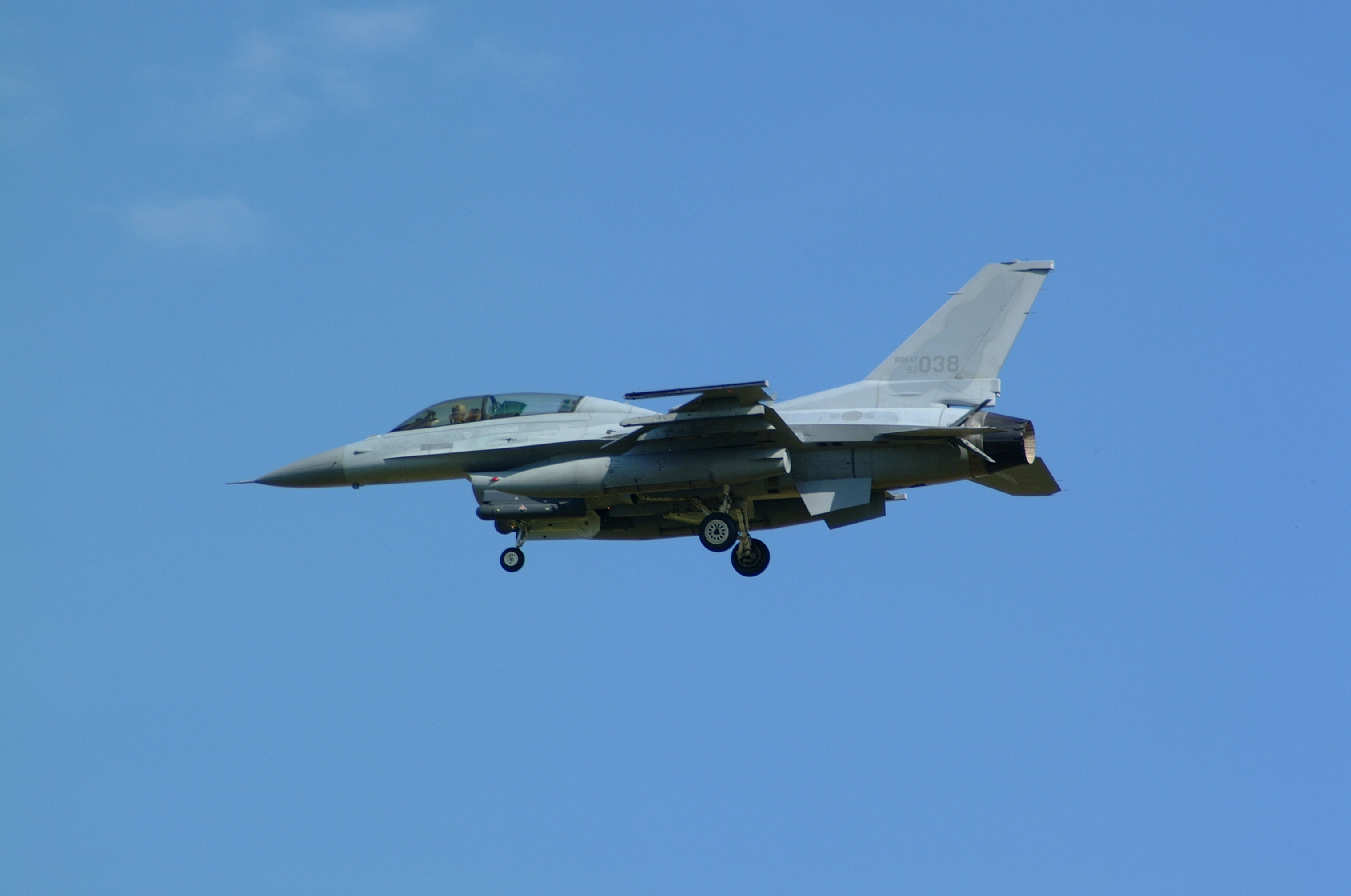
Um KF-16D aterrissando na base de Seosan

A Base Aérea de Seosan (hangul: 서산 비행장; hanja: 瑞山飛行場) (ICAO: RKTP) fica localizada em Seosan, província de Chungcheong do Sul, na Coreia do Sul.
A base é sede da 20ª Ala de Caça da Força Aérea da Coreia do Sul, compreendendo:
- 120º Esquadrão de Caça
- 121º Esquadrão de Caça
- 123º Esquadrão de Caça
- 157º Esquadrão de Caça